# 宜保晴毅
宜保 晴毅（ぎぼ はるき、選挙時は宜保ハルキ、1968年（昭和43年）3月14日 - ）は、日本の政治家。元沖縄県豊見城市長（2期）。元豊見城市議会議員（1期）。

## 来歴
琉球政府島尻郡豊見城村（現・沖縄県豊見城市高安）出身。那覇市立与儀小学校に2年生まで在籍。那覇市立古蔵小学校に3年生まで在籍。豊見城市立上田小学校卒業。豊見城市立豊見城中学校、沖縄県立豊見城高等学校、沖縄大学法経学部卒業。有限会社高安生コンクリート工業役員を経て、株式会社龍友建設代表取締役を務める。
2007年（平成19年）2月4日の豊見城市議会議員選挙に立候補し初当選。

### 2010年豊見城市長選挙
2010年（平成22年）6月8日、金城豊明・豊見城市長は記者会見で引退を正式表明し、後継候補として宜保を指名。記者会見に同席した宜保も立候補を表明した。
同年10月10日の市長選において、無所属（自由民主党・公明党推薦）で立候補。前市議で無所属（社民党・共産党・沖縄社会大衆党推薦）の大城勝永、前市議で無所属の大城英和を破り、初当選した。その時点で県内最年少（42歳）の市町村長となった。11月8日、市長就任。
※当日有権者数：42,158人 最終投票率：51.98%（前回比：－5.37pts）
| 候補者名 | 年齢 | 所属党派 | 新旧別 | 得票数      | 得票率 | 推薦・支持                                 |
| -------- | ---- | -------- | ------ | ----------- | ------ | ------------------------------------------ |
| 宜保晴毅 | 42   | 無所属   | 新     | 10,046票    | 46.36% | （推薦）自民党・公明党                     |
| 大城勝永 | 57   | 無所属   | 新     | 9,360.320票 | 43.19% | （推薦）社民党・日本共産党・沖縄社会大衆党 |
| 大城英知 | 64   | 無所属   | 新     | 2,264.680票 | 10.45% |                                            |

### 2014年豊見城市長選挙
2014年の市長選挙は10月12日執行予定であったが、台風19号の接近により、10月19日に繰り延べされた。前回戦った大城勝永を破り、再選。
※当日有権者数：44,638人 最終投票率：53.46%（前回比：＋1.48pts）
| 候補者名 | 年齢 | 所属党派 | 新旧別 | 得票数   | 得票率 | 推薦・支持                                 |
| -------- | ---- | -------- | ------ | -------- | ------ | ------------------------------------------ |
| 宜保晴毅 | 46   | 無所属   | 現     | 13,170票 | 55.71% | （推薦）自民党・公明党                     |
| 大城勝永 | 61   | 無所属   | 新     | 10,471票 | 44.29% | （推薦）社民党・日本共産党・沖縄社会大衆党 |

### 2018年豊見城市長選挙
2018年7月20日、前市議の宜保安孝が立候補の意向を表明。自民党県連に推薦を要請した。8月8日、前市議の山川仁が立候補の意向を表明。8月12日、宜保晴毅も3選を目指し立候補の意向を表明。同日の記者会見で宜保晴毅は自民党への推薦願いは出さない考えを述べた。10月6日、公明党は自主投票とすることを決定。
同年10月14日に行われた市長選でオール沖縄候補である山川仁（社民党・日本共産党・沖縄社会大衆党・自由党・国民民主党・立憲民主党推薦）に敗れ落選。
※当日有権者数：48,141人 最終投票率：53.28%（前回比：－0.18pts）
| 候補者名 | 年齢 | 所属党派 | 新旧別 | 得票数      | 得票率 | 推薦・支持                                                                 |
| -------- | ---- | -------- | ------ | ----------- | ------ | -------------------------------------------------------------------------- |
| 山川仁   | 44   | 無所属   | 新     | 11,274票    | 44.42% | （推薦）社民党・日本共産党・沖縄社会大衆党・自由党・国民民主党・立憲民主党 |
| 宜保安孝 | 41   | 無所属   | 新     | 7,645.803票 | 30.13% | （推薦）自由民主党・日本維新の会・希望の党                                 |
| 宜保晴毅 | 50   | 無所属   | 現     | 6,459.196票 | 25.45% |                                                                            |

### 豊見城市長退任後
2025年2月26日、同年6月22日投開票の東京都議会議員選挙において、前広島県安芸高田市長の石丸伸二が代表を務める地域政党・再生の道の候補者公募に応募し、選考条件の「首長・副首長経験者の応募があった場合は候補とする」条件に合致することから同党の公認候補となる事が内定。立候補を希望する選挙区は世田谷区選挙区としていた。
同年4月25日、都議選への立候補を取りやめ、同年の参議院議員選挙に同党から比例区で立候補することが発表された。7月20日の投開票の結果、2,749票で党内得票順6位となったが、再生の道は議席を確保できず落選した。

## 政策・主張
- 沖縄県が計画する最大収容2万人の大型MICE施設に関し、市内豊崎地区への誘致を推し進めていた[19]（ただし翁長雄志知事は2015年5月22日、建設地を与那原町、西原町にまたがるマリンタウン東浜地区に決定[20]）。
- 辺野古移設への賛否は述べる立場にないと表明している[21]。